# Ragnar Darell
Ragnar Johan Valdemar Darell, född 2 oktober 1877 i Bergshammars socken, Södermanlands län, död 21 juli 1965 i Linköping, var en svensk organist, tonsättare och dirigent.
Darell studerade vid Kungliga musikkonservatoriet 1898–1904. Han var kapellmästare vid Folkteatern i Stockholm 1900–1904, domkyrkoorganist i Linköpings domkyrka 1905–1950 och musiklärare vid Linköpings läroverk 1905–1940. Darell invaldes som associé nr 152 av Kungliga Musikaliska Akademien den 27 november 1924 och som  ledamot nr 643 den 30 mars 1944. Han är begravd på Västra griftegården i Linköping.